# Diogo Barbosa Machado
Diogo Barbosa Machado, (Lisboa, 1682-Sever, 1772) fue un religioso, bibliógrafo y escritor portugués.

## Biografía
Segundo de tres hijos de un capitán, estudió en la Universidad de Coímbra, y en 1724, se ordenó y profesó en la abadía de Santo Adrião de Sever. Escribió unas Memorias sobre la historia de Portugal (1722-35, y 1736-51), aunque su gran obra, resultado de casi dos décadas de investigación y trabajo fue la Bibliotheca lusitana historica, critica, e cronologica : Na qual se comprehende a noticia dos authores portuguezes, e das obras, que compuseraõ desde o tempo da promulgaçaõ da ley da graça até o tempo prezente  (1741-1758, 4 tomos) que tomando como modelo la Bibliotheca hispana nova de Nicolás Antonio, es un extensísimo y muy documentado repertorio bio-bibliográfico de todos los escritores de su país. También tradujo de la versión italiana de Muzio Dandini, la obra As verdades principaes é mais importantes da fé e da justicia christãa, (Lisboa, 1729), obra escrita originalmente en francés por Louis Abelly.
Su gran biblioteca personal que rozaba los 5.000 ejemplares, entre libros, opúsculos, mapas y estampas, acabó en su mayor parte en Brasil, al ser expatriada la Real Biblioteca en 1807, con la huida de la familia real portuguesa durante la Guerra Peninsular, y hoy se custodia en la Biblioteca Nacional de Brasil.